# ODEG-Baureihe 4746
Die Baureihe 4746 der Ostdeutschen Eisenbahn (ODEG) sind elektrische Triebzüge, die im Regionalverkehr eingesetzt werden. Die Triebzüge werden von Alpha Trains an die ODEG verleast. Der Einsatz im Planverkehr begann im Februar 2020. Die Züge wurden wie die baugleichen Einheiten der ÖBB und der Raaberbahn von Siemens Transportation geliefert, die Endmontage erfolgte bei ÖBB-Technische Services im Werk Jedlersdorf in Wien.

## Geschichte

### Vorgeschichte
Im Jahr 2019 entschloss sich die Ostdeutsche Eisenbahn (ODEG) zur Beschaffung von Neufahrzeugen im Hinblick auf einen möglichen Einsatz auf dem Teilnetz Ostseeküste-Ost der Verkehrsgesellschaft Mecklenburg-Vorpommern.

### Beschaffung
Hierzu gab Alpha Trains bei Siemens Transportation Systems sieben vierteilige Desiro-ML-Triebzüge in Auftrag, die an die ODEG verleast wurden.
Gemäß den Angaben der Österreichischen Bundesbahnen erfolgte im Jahr 2019 ein gemeinsamer Abruf. Durch den Auftrag der ODEG sparte die ÖBB bei ihrem Abruf von 24 Triebzügen nach eigenen Angaben einen siebenstelligen Euro-Betrag. Die Endmontage erfolgte wie bei den ÖBB-Zügen im ÖBB-Train-Tech-Werk Jedlersdorf in Wien. Sie wurden ebenfalls in Österreich registriert und erhielten Betriebsnummern nach dem EDV-Reihenschema der ÖBB. Damit die ODEG den Betrieb der Regionalexpresslinien ab dem 15. Dezember 2019 sicherstellen konnte, wurde im Gegenzug eine Vermietung von sechs ÖBB-Triebwagen der Reihe 4746 an die ODEG für vier Monate vereinbart. Dies betraf die Einheiten 4746 051 bis 056.
2025 waren zwei zusätzliche Triebzüge für die Verstärkung der Linie RE9 in Bau.

## Details

### Wagen Unterscheidung
Die Triebzüge bestehen aus vier Wagen, einem Endwagen mit Stromabnehmer 4746.3, einem Mittelwagen 7046.3, einem weiteren Mittelwagen 7046.8 und einem zweiten Endwagen 4746.8.

### Ausstattung
Sie verfügen über vier Mehrzweckbereiche z. B. für Fahrräder und bieten 324 Sitzplätze, auch Einstiegsbereiche und entsprechend acht Türen pro Zugseite.
Weiters umfasst die Ausstattung eine barrierefreie sowie eine Standardtoilette. Der Fahrgastbereich ist mit einer tageszeitgesteuerten Beleuchtung, Tischen und Monitoren ausgestattet. Die Einheiten weisen zwei Wagenklassen auf. Die erste Klasse unterscheidet sich von der zweiten nur durch andere Sitzbezüge und durch Gepäckablagen. Die Züge sind vollklimatisiert und mit WLAN ausgestattet.

## Laufwerk und Bremse

### Laufwerk
Alle Wagen sind mit klassischen Drehgestellen ausgerüstet und damit einzeln lauffähig. Jakobs-Drehgestelle und aufgesattelte Wagenkästen gibt es nicht.

### Bremse
Die Wagen sind mit Druckluftbremsen, Federspeicherbremsen und elektrodynamischen Bremsen ausgestattet. Die Druckluftbremse wird im Normalfall als Betriebsbremse genutzt. Die  Federspeicherbremse dient als Feststellbremse.

## Elektrische Ausrüstung

### Zweisystemausrüstung
Alle Züge sind zweisystemfähig für 15 kV mit 16,7 Hz und 25 kV bei 50 Hz ausgerüstet.

### Schiebetritte
Zudem sind alle Fahrzeuge mit Schiebetritten für Bahnsteige mit einer Höhe von 550 mm an den Zugenden und 380 mm an allen Einstiegen ausgestattet. Bei Bahnsteigen mit einer Höhe von 200 Millimetern und niedriger werden die Schiebetritte für 380 mm weiter ausgefahren.

## Einsatz

### Einsatzbeginn
Der erste Triebzug durchlief im Dezember 2019 die Inbetriebsetzungsphase. Der erste Triebwagen der ODEG (94 81 4746 301-2 A-ODEG) wurde Ende Januar 2020 abgenommen und ging kurz danach in den Fahrgasteinsatz. Die Triebzüge stammten aus der laufenden Fertigung des ÖBB-Werkes Technische Services Jedlersdorf und wurden zunächst dreiteilig übergeben. Die Verlängerung auf vier Wagen wurde bald nach der Fertigstellung vereinbart und inzwischen umgesetzt. Die Triebzüge erhielten eine Zweifrequenzausrüstung für den Betrieb unter 25 kV mit 50 Hz und 15 kV mit 16,7 Hz.
Die Züge verfügen über vier Mehrzweckbereiche z. B. für Fahrräder und bieten 324 Sitzplätze, acht Einstiegsräume und entsprechend acht Türen pro Seite. Die Einheiten erreichen unter beiden Spannungen eine Höchstgeschwindigkeit von 160 km/h. Die vorhandene Vielfachsteuerung ermöglicht das Kuppeln mehrerer Einheiten. Sie sind vollklimatisiert und mit WLAN ausgestattet.

### Linien Einsatz
| Linie | Verlauf                                                                                          |
| ----- | ------------------------------------------------------------------------------------------------ |
| RE 9  | Rostock – Ribnitz-Damgarten – Velgast – Stralsund – Bergen – Lietzow – Sassnitz / Ostseebad Binz |
| RE 10 | (Rostock – Ribnitz-Damgarten – Velgast –) Stralsund – Greifswald – Züssow – Pasewalk             |